# Наш Голос (Ванкувер)
«Наш Голос» (англ. Nash Holos) — радіопрограма у місті Ванкувер, Британська Колумбія, Канада, передачі якої ведуться українською та англійською мовами. Програма спрямована на українську діаспору Ванкуверського регіону: транслює як і сучасну, так і традиційну українську музику у виконанні артистів з України, Канади та Сполучених Штатів.
Також у Ванкувері виходить у ефір програма «Четверта Хвиля», спрямована на новоприбулих іммігрантів з України, загальнозваних четвертою хвилею української імміграції в Канаду.